# Fernando de los Villares
Fernando de los Villares Amor (f. Madrid, 1924) fue un ingeniero y pintor español.

## Biografía
Este ingeniero, que también incursionó en la pintura, estuvo activo desde por lo menos 1879, año en que regaló al Ateneo de Madrid Un recuerdo de Asturias para la rifa que esta institución celebró en favor de los afectados por las inundaciones de Murcia. En la exposición albergada por un Hernández en 1882, presentó, según reseña Ossorio y Bernard, Apunte del Guadalquivir, Pájaro muerto y Recuerdo de Prádena, mientras que participó en la del año siguiente con Jaque-mate. Llegó a fungir como catedrático de la Escuela de Minas y como secretario de la reina Isabel II.
Falleció en Madrid en 1924.